# OKFOL
OKFOL (russisch Окфол) ist ein Sprengstoff, der in einer Vielzahl von Anwendungen eingesetzt wird. Es ist besonders zur Verwendung in geformten Ladungen geeignet, so in der RPG-7VR (1,43 kg) oder der SPG-9N (0,34 kg). Es besteht normalerweise aus 95 % Oktogen, das mit 5 % Wachs phlegmatisiert ist. Es hat eine Dichte von 1,777 Gramm pro Kubikzentimeter und eine Explosionsgeschwindigkeit von 8.670 Metern pro Sekunde.
Mehrere russische Panzerabwehrlenkwaffen verwenden OKFOL als Sprengmittel (95 % Oktogen, 5 % Phlegmatisierer), wie z. B. die 9K113 Konkurs oder die 9K111 Fagot.